# Sacher Distribuzione
Pour les articles homonymes, voir Sacher.
La Sacher Distribuzione est une société de distribution de films italienne fondée par Nanni Moretti et Angelo Barbagallo en 1997. 
Le nom de la société de distribution préalablement dénommée Tandem, comme ceux de la société de production (Sacher Film 1986), du prix (Premio Sacher, 1989), de la salle de cinéma (Nuovo Sacher, 1991) et du festival du court métrage (Sacher Festival, 1996) qui la précèdent, est inspiré par la Sachertorte, pâtisserie au chocolat citée par le cinéaste dans Bianca.